# Florian Gruber (Rennfahrer)

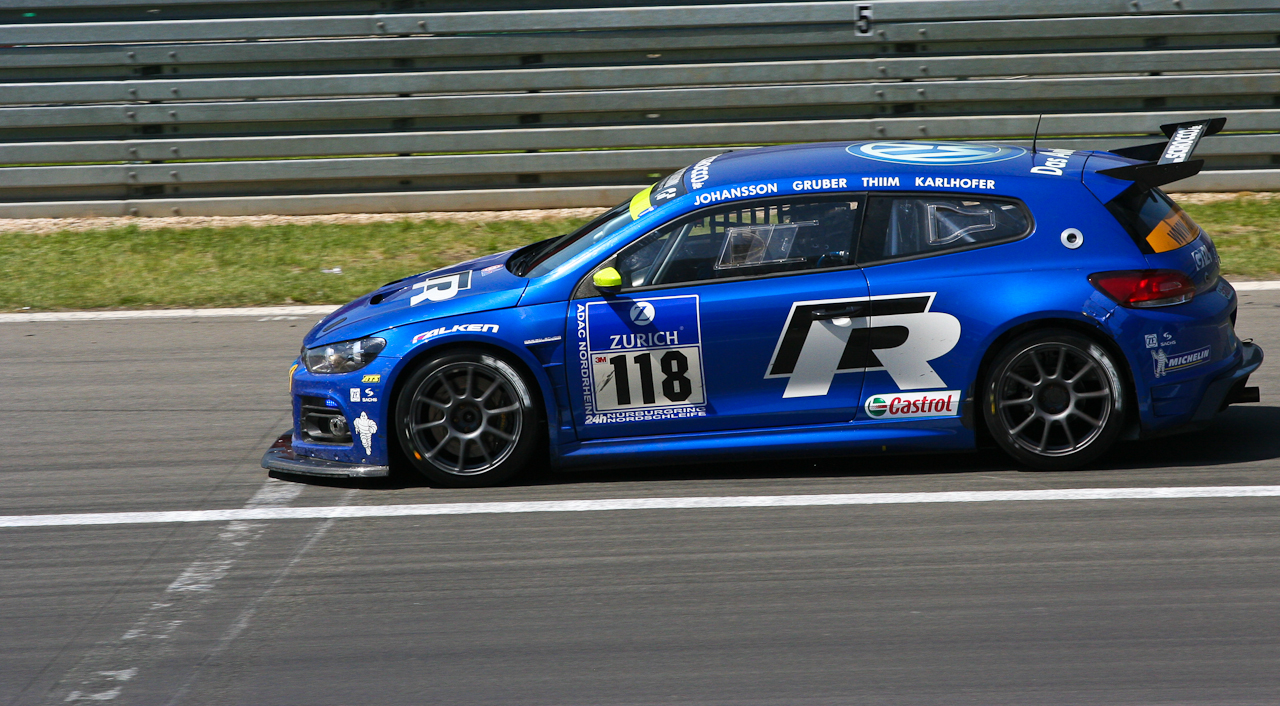
Der von Florian Gruber beim 24-Stunden-Rennen auf dem Nürburgring 2009 gefahrene VW Scirocco

Florian Gruber (* 26. Januar 1983 in Vilsbiburg) ist ein ehemaliger deutscher Rennfahrer.

## Karriere
Gruber begann seine Motorsportkarriere 1994 im Kartsport, in dem er bis 1999 aktiv war. 2000 wechselte er in den Tourenwagensport und trat im deutschen Volkswagen Lupo Cup an. Nachdem er in seiner Debütsaison den achten Platz belegt hatte, wurde er 2001 Dritter in der Meisterschaft.  In der nächsten Saison fuhr er den Bilstein Tourenwagen Cup und belegte dort den ersten Platz. In der darauf folgenden Saison trat er in der deutschen Tourenwagen Challenge (DTC) an und gewann den Meistertitel in der 2. Division.
2004 wechselte Gruber in den deutschen SEAT Leon Supercopa. Nachdem er in seiner ersten Saison den achten und 2005 den vierten Platz in der Gesamtwertung belegt hatte, gewann er 2006 sein erstes Rennen in der Rennserie und entschied die Meisterschaft für sich. Außerdem erhielt er als Belohnung für den Gewinn des SEAT European Masters 2005 die Möglichkeit 2006 an einem Rennwochenende der Tourenwagen-Weltmeisterschaft (WTCC) teilzunehmen. Im Werksteam SEAT Sport nahm er am Weltmeisterschaftslauf in Oschersleben teil. Er erzielte keine Punkte.
2007 wechselte Gruber in den deutschen Porsche Carrera Cup. Für Herberth Motorsport startend beendete er die Saison auf dem 18. Platz in der Fahrerwertung, während sein Teamkollege Uwe Alzen den Meistertitel gewann. Außerdem nahm er als Gaststarter an einem Lauf des deutschen SEAT Leon Supercopa teil und kam bei einem Rennen als Erster ins Ziel. 2008 nahm Gruber an keiner Rennserie teil und startete nur beim 24-Stunden-Rennen auf dem Nürburgring. Bei diesem gewann er die SP3T-Wertung. 2009 nahm Gruber für Fischer Racing an der FIA GT3-Europameisterschaft teil. Er gewann ein Rennen und wurde zusammen mit seinem Teamkollegen Christoffer Nygaard Sechster in der Meisterschaft. Außerdem nahm er an sechs Rennen der ADAC GT Masters teil und schloss die Saison auf dem 19. Platz ab. Beim 24-Stunden-Rennen auf dem Nürburgring gewann er erneut die SP3T-Wertung. 2010 nahm Gruber nur an einem Rennen der FIA GT3-Europameisterschaft teil und beendete die Meisterschaft auf dem 27. Rang.

## Sonstiges
Gruber stellte am 13. August 2009 auf der Nordschleife des Nürburgrings in einem Gumpert Apollo mit einer Zeit von 7:11,570 einen neuen Rundenrekord für Straßenfahrzeuge auf.

## Statistik

### Karrierestatistik
| - 1994–1999: Kartsport - 2000: Deutscher Volkswagen Lupo Cup (Platz 8) - 2001: Deutscher Volkswagen Lupo Cup (Platz 3) - 2002: Bilstein Tourenwagen Cup (Meister) - 2003: DTC, Division 2 (Meister) | - 2004: Deutscher SEAT Leon Supercopa (Platz 8) - 2005: Deutscher SEAT Leon Supercopa (Platz 4) - 2006: Deutscher SEAT Leon Supercopa (Meister) - 2006: WTCC - 2007: Deutscher Porsche Carrera Cup (Platz 18) | - 2009: FIA GT3-Europameisterschaft (Platz 6) - 2009: ADAC GT Masters (Platz 19) - 2010: FIA GT3-Europameisterschaft (Platz 27) |